# Murad Məmmədov
Murad Məmmədov (también escrito como Murad Mammadov; Sumqayıt, 12 de agosto de 1995) es un deportista azerbaiyano que compite en lucha grecorromana.
Ganó dos medallas en el Campeonato Mundial de Lucha, en los años 2021 y 2023, y tres medallas en el Campeonato Europeo de Lucha entre los años 2018 y 2024.

## Palmarés internacional
| Campeonato Mundial | Campeonato Mundial | Campeonato Mundial | Campeonato Mundial |
| Año                | Lugar              | Medalla            | Categoría          |
| ------------------ | ------------------ | ------------------ | ------------------ |
| 2021               | Oslo (Noruega)     | Medalla de bronce  | 60 kg              |
| 2023               | Belgrado (Serbia)  | Medalla de plata   | 63 kg              |
| Campeonato Europeo |                    |                    |                    |
| Año                | Lugar              | Medalla            | Categoría          |
| 2018               | Kaspisk (Rusia)    | Medalla de plata   | 60 kg              |
| 2022               | Budapest (Hungría) | Medalla de bronce  | 60 kg              |
| 2024               | Bucarest (Rumania) | Medalla de oro     | 63 kg              |